# N = 4 supersymmetrische Yang-Mills-Theorie
N = 4 supersymmetrische Yang-Mills-Theorie (kurz N = 4 SYM) ist eine relativistische Eichtheorie, welche Supersymmetrie (kurz SUSY) und Yang-Mills-Theorie (kurz YM-Theorie), zuerst aufgestellt von Chen Ning Yang und Robert Mills im Jahr 1954, miteinander kombiniert. N steht für die Anzahl der Symmetrieoperatoren der Theorie (und oft wird noch mit D die Anzahl der Dimensionen hinzugenommen). N = 4 SYM hat daher vier Symmetrieoperatoren. Formuliert ist die Theorie auf dem vierdimensionalen Minkowski-Superraum, dem Faktorraum aus der Poincaré-Supergruppe und der Lorentz-Gruppe, einer supersymmetrischen Verallgemeinerung des vierdimensionalen Minkowski-Raumes, darstellbar als Faktorraum aus der Poincaré-Gruppe und der Lorentz-Gruppe.
N = 4 SYM beschreibt nicht das reale Universum, welches etwa aufgrund von verschiedenen Teilchenmassen nicht die notwendige Supersymmetrie aufweist, dient aber als Toy-Modell für kompliziertere Theorien aufgrund von verschiedenen schönen Eigenschaften wie etwa keinen Ultraviolettdivergenzen und nur einem einzigen Freiheitsgrad, nämlich der Eichgruppe. Vier Symmetrieoperatoren sind die maximal mögliche Anzahl für Yang-Mills-Theorien, jedoch sind acht Symmetrieoperatoren etwa in der Supergravitation möglich, da mit dem Graviton ein Teilchen mit höherem Spin zur Verfügung steht.

## Verbindung zu anderen Theorien
Quantisierte N = 4 SYM weist (im Gegensatz zur quantisierten N = 1 SYM) eine superkonforme Symmetrie auf.
D = 4 N = 4 SYM und D = 6 N = 2 SYM ergeben sich beide durch Dimensionsreduktion mithilfe von Kompaktifizierung aus der D = 10 N = 1 SYM. Zudem entspricht D = 4 N = 4 SYM unter der AdS/CFT-Korrespondenz (über {\displaystyle \operatorname {AdS} _{5}\times S^{5}}) der Typ II-Stringtheorie.
Mit einem topologischen Twist, dem Prozess zur Gewinnung einer topologischen Quantenfeldtheorie aus einer nichttopologischen aber supersymmetrischen Quantenfeldtheorie, wird die D = 3 N = 4 SYM als Rozansky-Witten-Theorie bezeichnet.
D = 4 N = 8 Supergravitation lässt sich durch die Formulierung über Feynman-Diagramme als Produkt zweier N = 4 SYM darstellen und enthält sechs unabhängige Darstellungen von dieser.